# Бенгалик червоний
Бенгалик червоний (Amandava amandava) — вид горобцеподібних птахів родини астрильдових (Estrildidae). Поширений в Азії.

## Поширення
Вид займає досить великий ареал, який простягається від Пакистану до Індонезії через весь Індійський субконтинент і Південно-Східну Азію. Вид також був інтродукований у численні райони, де він успішно адаптувався для формування стабільних популяцій: Борнео, Фіджі, Пуерто-Рико, Гаваї, Єгипет, на Малих Антильських островах. У Європі інтродукований на півдні Іспанії в 1978 році, в Італії з 1983 року і в Португалії, починаючи з 1990 року.
Середовищем проживання є рівнинні ділянки з трав'янистим покривом і наявністю обсаджених деревами або кущами ділянок, а також одного або кількох постійних джерел прісної води поблизу, а також вони без проблем заселяють оброблені території, околиці сіл, парки та міські сади.

## Підвиди
Виділяють три підвиди:
- Amandava amandava amandava, номінальний підвид, поширений на Індійському субконтиненті від Пакистану до Бенгалії;
- Amandava amandava flavidiventris Wallace, 1864, поширений в Південному Китаї, Південно-Східній Азії та Малих Зондських островах;
- Amandava amandava punicea Horsfield, 1821,  широко поширена в Індокитаї, а також на Яві та Балі.